# Želenice (Boêmia Central)
Želenice é uma comunas checa localizada na região da Boêmia Central, distrito de Kladno.